# Olympische Sommerspiele 1928/Turnen
Bei den IX. Olympischen Sommerspielen 1928 in Amsterdam fanden acht Wettbewerbe im Gerätturnen statt, davon sieben für Männer und einer für Frauen. Austragungsort war das Olympiastadion. Erstmals stand ein Turnwettbewerb für Frauen auf dem Programm.

## Bilanz

### Medaillenspiegel
| Platz | Land               | Gold | Silber | Bronze | Gesamt |
| ----- | ------------------ | ---- | ------ | ------ | ------ |
| 1     | Schweiz            | 5    | 2      | 2      | 9      |
| 2     | Tschechoslowakei   | 1    | 3      | 1      | 5      |
| 3     | Jugoslawien        | 1    | 1      | 3      | 5      |
| 4     | Niederlande        | 1    | –      | –      | 1      |
| 5     | Königreich Italien | –    | 2      | –      | 2      |
| 6     | Finnland           | –    | –      | 1      | 1      |
| 6     | Großbritannien     | –    | –      | 1      | 1      |

### Medaillengewinner
| Konkurrenz           | Gold | Silber | Bronze |
| -------------------- | --- | --- | --- |
| Mannschaftsmehrkampf | Hans Grieder, August Güttinger, Hermann Hänggi, Eugen Mack, Georges Miez, Otto Pfister, Eduard Steinemann, Melchior Wezel | Josef Effenberger, Jan Gajdoš, Jan Koutný, Emanuel Löffler, Bedřich Šupčík, Ladislav Tikal, Ladislav Vácha, Václav Veselý | Edvard Antosiewicz, Drago Ciotti, Stane Derganc, Boris Gregorka, Anton Malej, Janez Porenta, Josip Primožič, Leon Štukelj |
| Einzelmehrkampf      | Georges Miez | Hermann Hänggi | Leon Štukelj |
| Barren               | Ladislav Vácha | Josip Primožič | Hermann Hänggi |
| Pferdsprung          | Eugen Mack | Emanuel Löffler | Stane Derganc |
| Reck                 | Georges Miez | Romeo Neri | Eugen Mack |
| Ringe                | Leon Štukelj | Ladislav Vácha | Emanuel Löffler |
| Seitpferd            | Hermann Hänggi | Georges Miez | Heikki Savolainen |

| Konkurrenz           | Gold | Silber | Bronze |
| -------------------- | --- | --- | --- |
| Mannschaftsmehrkampf | Estella Agsteribbe, Elka de Levie, Helena Nordheim, Anna Polak, Jacoba Stelma, Jacomina van den Berg, Alida van den Bos, Anna van der Vegt, Petronella van Randwijk, Hendrika van Rumt | Bianca Ambrosetti, Lavinia Gianoni, Luigina Giavotti, Virginia Giorgi, Germana Malabarba, Carla Marangoni, Luigina Perversi, Diana Pizzavini, Anna Luisa Tanzini, Carolina Tronconi, Ines Vercesi, Rita Vittadini | Annie Broadbent, Lucy Desmond, Margaret Hartley, Amy Jagger, Queenie Judd, Jessie Kite, Midge Moreman, Carrie Pickles, Ethel Seymour, Ada Smith, Hilda Smith, Doris Woods |

## Ergebnisse Männer

### Mannschaftsmehrkampf
| Platz | Land | Sportler | Punkte   |
| ----- | ---- | --- | -------- |
| 1     | SUI  | Hans Grieder, August Güttinger, Hermann Hänggi, Eugen Mack, Georges Miez, Otto Pfister, Eduard Steinemann, Melchior Wezel             | 1718,625 |
| 2     | TCH  | Josef Effenberger, Jan Gajdoš, Jan Koutný, Emanuel Löffler, Bedřich Šupčík, Ladislav Tikal, Ladislav Vácha, Václav Veselý             | 1712,250 |
| 3     | YUG  | Edvard Antosiewicz, Drago Ciotti, Stane Derganc, Boris Gregorka, Anton Malej, Janez Porenta, Josip Primožič, Leon Štukelj             | 1648,750 |
| 4     | FRA  | Antoine Chatelaine, Jean Gounot, Alfred Krauss, Jean Larrouy, André Lemoine, Georges Leroux, Étienne Schmitt, Armand Solbach          | 1620,750 |
| 5     | FIN  | Kalervo Kinos, Urho Korhonen, Jaakko Kunnas, Mauri Nyberg-Noroma, Heikki Savolainen, Birger Stenman, Martti Uosikkinen, Rafael Ylönen | 1609,250 |
| 6     | ITA  | Mario Lertora, Vittorio Lucchetti, Giuseppe Lupi, Ferdinando Mandrini, Romeo Neri, Giuseppe Paris, Ezio Roselli, Mario Tambini        | 1599,125 |
| 7     | USA  | Glenn Berry, Frank Haubold, Alfred Jochim, Frank Kriz, Paul Krempel, Harold Newhart, John Pearson, Herman Witzig                      | 1519,125 |
| 8     | NED  | Klaas Boot, Mozes Jacobs, Hugo Licher, Elias Melkman, Willibrordus Pouw, Pieter van Dam, Jacobus van der Vinden, Israel Wijnschenk    | 1364,875 |
| 9     | LUX  | Mathias Erang, Edouard Grethen, Mathias Logelin, Albert Neumann, Nic Roeser, Josy Staudt, Jean-Pierre Urbing, Fränz Zouang            | 1361,000 |
| 10    | HUN  | Imre Erdődy, Rezső Kende, Gyula Kunszt, Péter Miklós, Elemér Pászti, István Pelle, József Szalai, Géza Tóth                           | 1374,750 |
| 11    | GBR  | Bert Cronin, Harry Finchett, Stan Humphreys, Tom Parkinson, Gilbert Raynes, Edgar Walton, Ted Warren, Arthur Whitford                 | 1205,000 |

Datum: 8. bis 10. August 1928
88 Teilnehmer aus 11 Ländern

### Einzelmehrkampf
| Platz | Land | Sportler            | Punkte  |
| ----- | ---- | ------------------- | ------- |
| 1     | SUI  | Georges Miez        | 247,500 |
| 2     | SUI  | Hermann Hänggi      | 246,625 |
| 3     | YUG  | Leon Štukelj        | 244,875 |
| 4     | ITA  | Romeo Neri          | 244,750 |
| 5     | YUG  | Josip Primožič      | 244,000 |
| 6     | FIN  | Mauri Nyberg-Noroma | 243,750 |
| 6     | FIN  | Heikki Savolainen   | 243,750 |
| 8     | SUI  | Eugen Mack          | 243,250 |
| 9     | TCH  | Ladislav Vácha      | 242,875 |
| 10    | TCH  | Emanuel Löffler     | 242,500 |
|       |      |                     |         |
| 12    | SUI  | Melchior Wezel      | 240,875 |
| 15    | SUI  | Eduard Steinemann   | 237,875 |
| 16    | SUI  | August Güttinger    | 237,750 |
| 18    | SUI  | Hans Grieder        | 234,125 |
| 24    | SUI  | Otto Pfister        | 230,875 |

Datum: 8. bis 10. August 1928 

88 Teilnehmer aus 11 Ländern

### Barren
| Platz | Land | Sportler            | Punkte |
| ----- | ---- | ------------------- | ------ |
| 1     | TCH  | Ladislav Vácha      | 56,50  |
| 2     | YUG  | Josip Primožič      | 55,50  |
| 3     | SUI  | Hermann Hänggi      | 54,25  |
| 4     | TCH  | Jan Gajdoš          | 53,75  |
| 4     | FRA  | André Lemoine       | 53,75  |
| 4     | TCH  | Bedřich Šupčík      | 53,75  |
| 7     | ITA  | Mario Lertora       | 53,50  |
| 7     | FIN  | Mauri Nyberg-Noroma | 53,50  |
| 7     | YUG  | Leon Štukelj        | 53,50  |
| 7     | SUI  | Melchior Wezel      | 53,50  |
| 11    | SUI  | Hans Grieder        | 53,25  |
|       |      |                     |        |
| 19    | SUI  | Eduard Steinemann   | 51,25  |
| 21    | SUI  | Eugen Mack          | 51,00  |
| 28    | SUI  | August Güttinger    | 51,00  |
| 28    | SUI  | Otto Pfister        | 51,00  |
| 30    | SUI  | Georges Miez        | 49,75  |

Datum: 9. August 1928 

88 Teilnehmer aus 11 Ländern

### Pferdsprung
| Platz | Land | Sportler          | Punkte |
| ----- | ---- | ----------------- | ------ |
| 1     | SUI  | Eugen Mack        | 28,750 |
| 2     | TCH  | Emanuel Löffler   | 28,500 |
| 3     | YUG  | Stane Derganc     | 28,375 |
| 4     | SUI  | Georges Miez      | 28,250 |
| 4     | YUG  | Josip Primožič    | 28,250 |
| 6     | FRA  | Georges Leroux    | 28,000 |
| 7     | SUI  | August Güttinger  | 27,750 |
| 7     | YUG  | Janez Porenta     | 27,750 |
| 7     | USA  | Herman Witzig     | 27,750 |
| 10    | USA  | Harold Newhart    | 27,625 |
| 10    | FRA  | Étienne Schmitt   | 27,625 |
| 12    | SUI  | Hans Grieder      | 27,375 |
| 12    | SUI  | Melchior Wezel    | 27,375 |
|       |      |                   |        |
| 18    | SUI  | Hermann Hänggi    | 27,175 |
| 18    | SUI  | Otto Pfister      | 27,175 |
| 34    | SUI  | Eduard Steinemann | 26,125 |

Datum: 10. August 1928 

85 Teilnehmer aus 11 Ländern

### Reck
| Platz | Land | Sportler           | Punkte |
| ----- | ---- | ------------------ | ------ |
| 1     | SUI  | Georges Miez       | 57,50  |
| 2     | ITA  | Romeo Neri         | 57,00  |
| 3     | SUI  | Eugen Mack         | 56,75  |
| 4     | SUI  | Hermann Hänggi     | 56,50  |
| 4     | ITA  | Vittorio Lucchetti | 56,50  |
| 6     | YUG  | Josip Primožič     | 56,00  |
| 7     | SUI  | Hans Grieder       | 55,75  |
| 7     | SUI  | August Güttinger   | 55,75  |
| 9     | TCH  | Josef Effenberger  | 55,50  |
| 9     | FRA  | Armand Solbach     | 55,50  |
|       |      |                    |        |
| 21    | SUI  | Eduard Steinemann  | 53,75  |
| 21    | SUI  | Melchior Wezel     | 53,75  |
| 25    | SUI  | Otto Pfister       | 53,25  |

Datum: 9. August 1928 

88 Teilnehmer aus 11 Ländern

### Ringe
| Platz | Land | Sportler            | Punkte |
| ----- | ---- | ------------------- | ------ |
| 1     | YUG  | Leon Štukelj        | 57,75  |
| 2     | TCH  | Ladislav Vácha      | 57,50  |
| 3     | TCH  | Emanuel Löffler     | 56,50  |
| 4     | ITA  | Romeo Neri          | 56,00  |
| 5     | FIN  | Mauri Nyberg-Noroma | 55,00  |
| 6     | TCH  | Bedřich Šupčík      | 54,75  |
| 7     | USA  | Paul Krempel        | 54,50  |
| 8     | TCH  | Jan Gajdoš          | 54,25  |
| 8     | SUI  | Georges Miez        | 54,25  |
| 8     | FRA  | Armand Solbach      | 54,25  |
|       |      |                     |        |
| 18    | SUI  | Eugen Mack          | 52,50  |
| 23    | SUI  | Melchior Wezel      | 51,75  |
| 26    | SUI  | Eduard Steinemann   | 50,75  |
| 36    | SUI  | Hermann Hänggi      | 49,50  |
| 44    | SUI  | August Güttinger    | 48,50  |
| 49    | SUI  | Hans Grieder        | 47,50  |
| 52    | SUI  | Otto Pfister        | 47,25  |

Datum: 8. August 1928 

88 Teilnehmer aus 11 Ländern

### Seitpferd
| Platz | Land | Sportler            | Punkte |
| ----- | ---- | ------------------- | ------ |
| 1     | SUI  | Hermann Hänggi      | 59,25  |
| 2     | SUI  | Georges Miez        | 57,75  |
| 3     | FIN  | Heikki Savolainen   | 56,50  |
| 4     | SUI  | Eduard Steinemann   | 56,00  |
| 5     | SUI  | August Güttinger    | 55,75  |
| 6     | FRA  | Georges Leroux      | 54,75  |
| 7     | FIN  | Mauri Nyberg-Noroma | 54,50  |
| 7     | SUI  | Melchior Wezel      | 54,50  |
| 9     | SUI  | Eugen Mack          | 54,25  |
| 10    | TCH  | Josef Effenberger   | 54,00  |
| 10    | TCH  | Jan Gajdoš          | 54,00  |
| 12    | SUI  | Otto Pfister        | 53,25  |
|       |      |                     |        |
| 28    | SUI  | Hans Grieder        | 50,25  |

Datum: 8. August 1928 

88 Teilnehmer aus 11 Ländern

## Ergebnisse Frauen

### Mannschaftsmehrkampf
| Platz | Land | Sportlerinnen | Punkte |
| ----- | ---- | --- | ------ |
| 1     | NED  | Estella Agsteribbe, Elka de Levie, Helena Nordheim, Anna Polak, Jacoba Stelma, Jacomina van den Berg, Alida van den Bos, Anna van der Vegt, Petronella van Randwijk, Hendrika van Rumt                                              | 316,75 |
| 2     | ITA  | Bianca Ambrosetti, Lavinia Gianoni, Luigina Giavotti, Virginia Giorgi, Germana Malabarba, Carla Marangoni, Luigina Perversi, Diana Pizzavini, Anna Luisa Tanzini, Carolina Tronconi, Ines Vercesi, Rita Vittadini                   | 289,00 |
| 3     | GBR  | Annie Broadbent, Lucy Desmond, Margaret Hartley, Amy Jagger, Queenie Judd, Jessie Kite, Carrie Pickles, Ethel Seymour, Ada Smith, Hilda Smith, Doris Woods, Midge Moreman                                                           | 258,25 |
| 4     | HUN  | Mária Hámos, Aranka Hennyei, Valéria Frantz-Herpich, Anna Kael, Margit Kövessi, Margit Pályi, Irén Rudas, Aranka Szeiler, Ilona Szöllősi, Judit Tóth                                                                                | 256,50 |
| 5     | FRA  | Mathilde Bataille, Honorine Delescluse, Louise Delescluse, Galuëlle Dhont, Valentine Héméryck, Paule Houtéer, Georgette Meulebroeck, Renée Oger, Antonie Straeteman, Jeanne Vanoverloop, Berthe Verstraete, Geneviève Vankiersbilck | 247,50 |

Datum: 8. und 9. August 1928
60 Teilnehmerinnen aus 5 Ländern